# 高雄市旗山區旗山國民小學
高雄市旗山區旗山國民小學，位於臺灣高雄市旗山區，其歷史可追溯至於1898年設置的「蕃薯藔公學校」。該校建於日治時期的校舍與大禮堂於2000年5月31日公告為古蹟。

## 沿革
蕃薯藔公學校設置於明治三十一年（1898年），首任校長為萬羽三次郎，於1910年代改築校舍。後來在大正 十一年（1922年）4月改稱「旗山第一公學校」，到了昭和六年（1931年）又改為「旗山第一國民學校」，昭和十六年（1941年）再改為「旗山國民學校」。二次大戰後，於民國五十七年（1968年）8月因實施九年國民義務教育而改為「高雄縣旗山鎮旗山國民小學」，後因行政區劃改制而成為高雄市旗山區旗山國民小學。
創校時其學區分為蕃薯藔、溪州、溝坪、旗尾、山杉林、甲仙埔、田藔、古亭坑、觀音亭九區，涵蓋21個街庄。之後隨著學生增加，陸續成立中埔分教室、田寮分校、六龜里分校、甲仙埔分校、溝坪分校、溪州分教室、圓潭子分教場，此外在改實施國民學校制度後，「蕃薯藔尋常高等小學校」（今旗山區鼓山國小）在昭和十九年（1944年）實施國民義務教育後改為「旗山國民學校鼓山分校」，而戰後在民國四十五年（1956年）又成立了旗峰分校。

## 古蹟

### 北棟教室
北棟教室建於大正三年（1914年），最初只有建今東側一樓三間教室。兩年後在這三間教室的基礎上繼續增建，至大正八年（1919年）完成走廊屋頂後，今日校舍的東半部已經完工，但西半側仍為一層建築。而約在昭和十四年到昭和十八年（1939年－1943年）期間，西半側才改建為與東半側相同的磚造建築，之後因應學生人數的增加，曾在戰後1952年－1959年左右在一字形校舍兩翼增建教室。
校舍入口的門廊開有圓拱，上為陽臺，而一樓的走廊則石製拱型走廊，二樓部分則是平拱廊。2000年指定為古蹟後，校方一度因考量安全因素而欲將老舊建築改建，在該年9月4日請求解除古蹟指定，但在經過評鑑後仍維持古蹟指定。之後經過緊急搶修之後，校舍在與大禮堂在2007年5月7日動工已於2008年修復完成。而在修復完成之後，校舍於2009年4月30日成為高雄縣第四座英語村使用。

### 大禮堂
大禮堂建於昭和九年（1934年）12月5日，為加強磚造、鋼屋架建築，其正立面有仿羅馬風格的山牆，開有雙連拱窗，而建築側面則開有九個拱形窗。昭和十年（1935年）落成後，大禮堂成為該校與附近居民聚會的重要場所。而在大禮堂內的舞臺後方設有奉安所，以木門與舞臺區隔。
二次大戰後，大禮堂在民國七十六年（1987年）5月擴建舞臺；七年後（1994年）將屋頂鋪面換成鋼浪板，後方增建兩層樓教室。大禮堂在2003年11月緊急整修後，在2008年修復完成。